# 吉田屋 (プロレス)
吉田屋（よしだや）はTAKAみちのくの率いるプロレスラーのユニット。KAIENTAI DOJOを主戦場として活動していた。
TAKAみちのくに理不尽コミッショナーの中村吉晴らで構成された実力者揃いの大型ユニットである。専属練習生として所属していた日野こと火野裕士はデビュー時にTAKAを裏切り離脱した。
2004年3月27日、「上を目指す為に吉田屋の枠を出て色々やろうと思います」と発言しGENTAROが離脱した。
その後は全選手を巻き込んだ世代抗争に突入したため活動は停止した。

## 所属レスラー
- TAKAみちのく
- Hi69
- PSYCHO
- 柏大五郎
- 石坂鉄平
- KAZMA
- 中村吉晴
- GENTARO（離脱）
- 日野（離脱）

## テーマ曲
- 「Deep Push」（T.A.Factory）※「KAIENTAI DOJO vol.6」に収録